# Gerhard Westerburg
Gerhard Westerburg (Colonia, 1490 circa – Sande, 1558) è stato un teologo e giurista tedesco.
Pubblicò diversi opuscoli relativi alle riforme borboniche.